# Evangelische Kirche (Heringen)

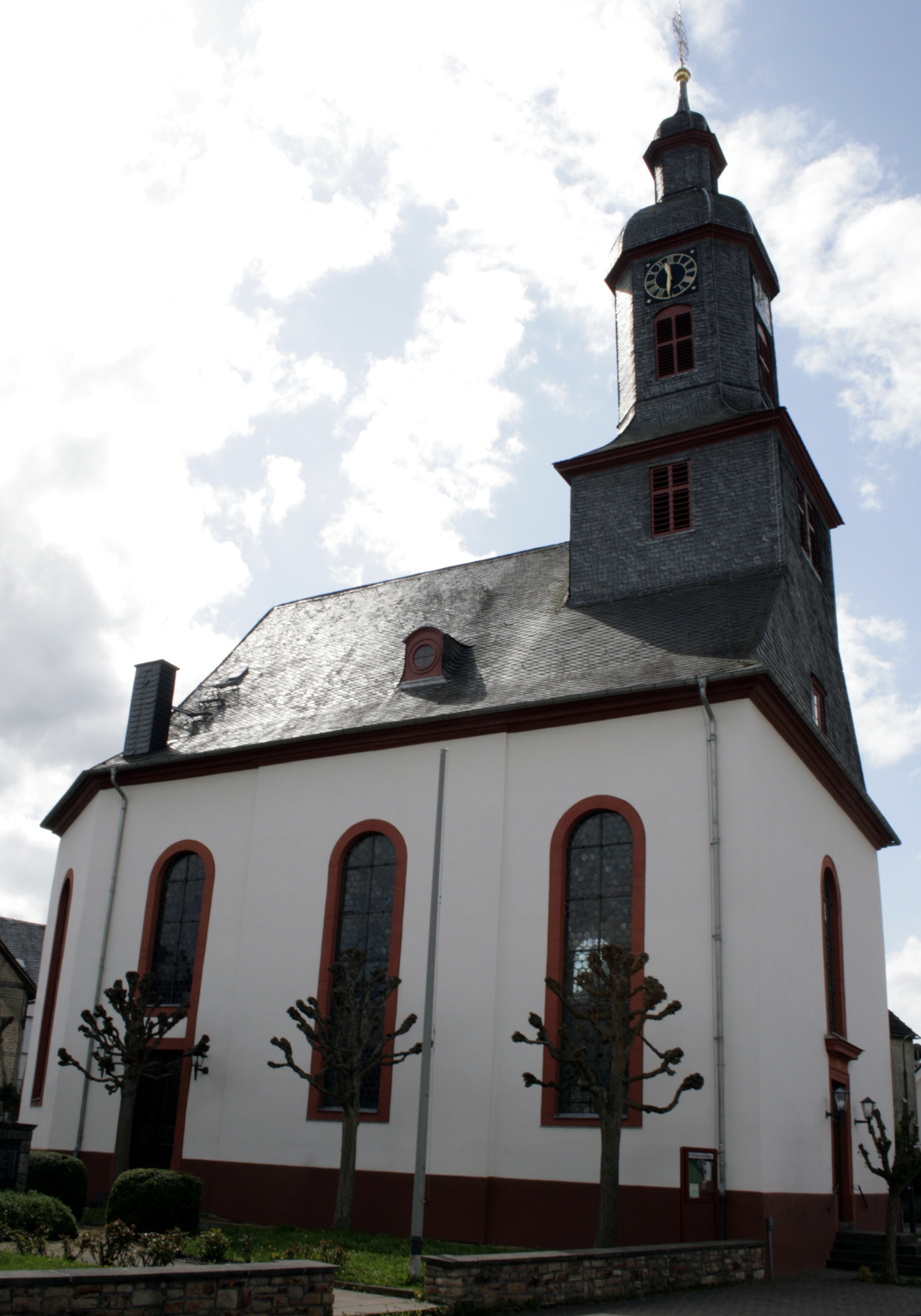
Evangelische Kirche in Heringen

Die evangelische Kirche Heringen ist ein denkmalgeschütztes Kirchengebäude im Ortsteil Heringen der Gemeinde Hünfelden im Landkreis Limburg-Weilburg in Hessen. Die Kirchengemeinde gehört zum Dekanat an der Lahn in der Propstei Nord-Nassau der Evangelischen Kirche in Hessen und Nassau.

## Beschreibung
Die Saalkirche wurde unter dem Einfluss des Frühklassizismus 1783 errichtet. Das Kirchenschiff hat einen dreiseitigen Abschluss und Bogenfenster. Aus seinem Satteldach erhebt sich im Westen ein Dachturm, dessen achteckiger Aufsatz die Turmuhr und den Glockenstuhl beherbergt. Bedeckt ist der Turm mit einer gestaffelten glockenförmigen Haube.
Der Innenraum ist mit einem Spiegelgewölbe überspannt. Auf der Empore im Chor steht die Orgel, die aus der profanierten Ägidienkirche in Hadamar stammt. Die Kanzel wurde um 1750 gebaut.